# 森川實
森川 實（もりかわ みのる）は、日本の実業家。元日本エアシステム代表取締役社長。北海道出身。

## 来歴
北海道札幌東高等学校、中央大学法学部卒業後、1960年北日本航空入社。1964年、日東航空、富士航空との合併によって設立された日本国内航空入り。1971年、東亜航空との合併で設立された東亜国内航空（日本エアシステムの前進）に入る。以後、事業計画畑を歩み、1997年に副社長、日本航空との経営統合後の2003年、 舩曵寛眞を継いで日本エアシステム代表取締役社長に就任。
2004年4月1日、日本エアシステムの商号を日本航空ジャパンに変更し、日本三大航空会社の一翼を担った日本エアシステムが事実上消滅となるまでの間、最後の社長を務めあげた。2004年4月、日本航空ジャパン顧問就任。